# Frances Callier
Eleanor Frances Callier oder Frances Callier (* 17. Mai 1969 in Chicago) ist eine US-amerikanische Schauspielerin.

## Leben
Frances Callier wurde in Chicago geboren, sie bildet gemeinsam mit Angela V. Shelton das Comedy-Duo Frangela, welches regelmäßig auf VH1s Best Week Ever auftritt. Der Name des Duos ist eine Zusammensetzung aus Frances und Angela. Eine ihrer bekanntesten Rollen ist die des Bodyguard Roxy in Hannah Montana. In dieser Rolle wird sie von Sandra Schwittau synchronisiert. Callier und Shelton wohnten im selben Haus, als sie gemeinsam bei The Second City am Theatre in Chicago eine Ausbildung als Schriftstellerinnen und Comedy Satirikerinnen machten. Frangela wirkte in der NBC Show I’m A Celebrity Get Me Out of Here (Ich bin ein Star Holt mich hier raus) mit und ist wöchentlich in der Show Wedlock or Deadlock von 20th Century Fox zu sehen. Sie hatten mehrere Gastauftritte in Filmen so beispielsweise im Kinohit Er steht einfach nicht auf Dich. Des Weiteren schrieben sie das Drehbuch und produzierten den Fernsehfilm Frangela. Callier ist als Sprecherin in Zeichentrickserien oder Videospielen wie Infamous 2 tätig.
Callier und Shelton schrieben als Co-Autorinnen an dem Buch The Afro-Saxons Guide to Life Series, Book One: The Frangela Guide to Friendship mit.

## Filmografie (Auswahl)
- 2001: Lass es, Larry! (Curb Your Enthusiasm, Gastauftritt)
- 2003: Hey Monie!
- 2003: Frasier (Gastauftritt)
- 2003: Absolut relativ (It’s all Relative, Gastauftritt)
- 2003: Like Family
- 2004: Immer wieder Jim (According to Jim, Gastauftritt)
- 2004: Drake & Josh Helen (Ersatz für Yvette Nicole Brown, 1 Folge)
- 2005: My Name Is Earl (Gastauftritt)
- 2005: Best Week Ever (Gastauftritt … als sie selbst)
- 2006: Emilys Liste (Emily’s Reasons Why Not)
- 2006–2008: Hannah Montana
- 2007: Frangela (Gastauftritt … als sie selbst)
- 2009: Er steht einfach nicht auf Dich (He’s Just Not That into You, Gastauftritt)
- 2009: Ich bin ein Star – Holt mich hier raus! (I’m a Celebrity…Get Me Out of Here!, Reality-Show … als sie selbst)
- 2009: The Cleveland Show (Zeichentrick)[4]